# Iuli Raizman
Iuli Iakovlevitx Raizman (rus: Юлий Яковлевич Райзман; 15 de desembre de 1903 - 11 de desembre de 1994) va ser director de cinema i guionista rus soviètic.

## Carrera
El 1924 es va convertir en consultor literari de Mejrabpom-Rus, l'estudi de cinema alemany-rus. El 1925 va ser assignat com a assistent de Iàkov Protazànov i va debutar com a director l'any 1927 amb Krug (El cercle), va cridar l'atenció l'any següent amb Kàtorga. El seu següent èxit va ser Zemlia jajdet el 1930, la primera pel·lícula sonora de la Unió Soviètica.
Es va unir a Mosfilm el 1931 i el 1937 va guanyar el seu primer Premi Stalin (de segon grau) per Posledniaia notx, que va ser també la seva primera col·laboració amb l'escriptor Evgueni Gabrilovitx amb qui va treballar durant els següents 40 anys. La pel·lícula també va aconseguir el reconeixement internacional guanyant el Gran Premi a l'Exposició Internacional de París de 1937.
El 1942 Mashenka va ser un èxit també va guanyar un Premi Stalin de segon grau. També va fer un parell de documentals bèl·lics, Caiguda de Berlín - 1945 i K voprosu o peremirii s Finliandiei, tots dos van guanyar el Premi Stalin de primer grau.
Rainis (1949) va guanyar un altre premi Stalin (segon grau). Kavalier zolotoi zvezdi, va guanyar el Globus de Cristall al Festival Internacional de Cinema de Karlovy Vary de 1951 i també va competir pel Gran Premi al 4t Festival Internacional de Cinema de Canes. També va guanyar el premi Stalin de primer grau.
Kommunist va marcar el quarantè aniversari de la Revolució d'octubre i un seguiment, Rasskaz moei materi, va aparèixer el 1968. El 1964 va ser nomenat Artista del Poble de l'URSS i Heroi del Treball Socialista, la màxima condecoració civil de la Unió Soviètica, el 1973.
La seva pel·lícula Vida privada (1982) va guanyar el Premi Estatal de l'URSS i va ser nominada a l'Oscar a la millor pel·lícula de parla no anglesa.
Els seus 7 Premis Stalin/Estat el van convertir en una de les figures culturals més condecorades de la Unió Soviètica. Va ser la primera persona a rebre el Premi Honor i Dignitat per la seva trajectòria als Premis Nika l'any 1988, presentat per l'Acadèmia Russa d'Arts i Ciències del Cinema.

## Vida personal
Estava casat amb Suzanna Ter, que va morir el 1991.

## Filmografia seleccionada
- Krug (1927)
- Kàtorga (1928)
- Zemlia jajdet (1930)
- Liotxiki (1935)
- Posledniaia notx (1936)
- Podniataia tselina (1939)
- Maixenka (1942)
- Nebo Moskvi (1944)
- Caiguda de Berlín - 1945 (1945)
- Poezd idiot na vostok (1947)
- Rainis (1949)
- Kavalier zolotoi zvezdi (1951)
- Urok Zhizhni (1955)
- Kommunist (1958)
- A esli eto liúbov? (1961)
- Tvoi sovremennik (1967)
- Strannaia jenxtxina (1977)
- Vida privada (1982)
- Vremia jelani (1984)